# 東大沼 (相模原市)
東大沼（ひがしおおぬま）は、神奈川県相模原市南区の町名。現行行政地名は東大沼一丁目から東大沼四丁目。住居表示実施済区域。

## 地理
南区の北部に位置している。

### 地価
住宅地の地価は、2023年（令和5年）7月1日の公示地価によれば、東大沼2-15-4の地点で16万4000円/m2となっている。

## 歴史
住居表示実施に伴い大字大沼から分立した。それ以前は大沼を参照。

## 世帯数と人口
2020年（令和2年）10月1日現在（国勢調査）の世帯数と人口（総務省調べ）は以下の通りである。
| 丁目         | 世帯数    | 人口    |
| ------------ | --------- | ------- |
| 東大沼一丁目 | 449世帯   | 1,028人 |
| 東大沼二丁目 | 692世帯   | 1,570人 |
| 東大沼三丁目 | 659世帯   | 1,546人 |
| 東大沼四丁目 | 1,140世帯 | 2,643人 |
| 計           | 2,940世帯 | 6,787人 |

### 人口の変遷
国勢調査による人口の推移。
| 年                 | 人口  |
| ------------------ | ----- |
| 1995年（平成7年）  | 6,691 |
| 2000年（平成12年） | 6,834 |
| 2005年（平成17年） | 7,006 |
| 2010年（平成22年） | 6,900 |
| 2015年（平成27年） | 7,024 |
| 2020年（令和2年）  | 6,787 |

### 世帯数の変遷
国勢調査による世帯数の推移。
| 年                 | 世帯数 |
| ------------------ | ------ |
| 1995年（平成7年）  | 2,366  |
| 2000年（平成12年） | 2,597  |
| 2005年（平成17年） | 2,749  |
| 2010年（平成22年） | 2,800  |
| 2015年（平成27年） | 2,878  |
| 2020年（令和2年）  | 2,940  |

## 学区
市立小・中学校に通う場合、学区は以下の通りとなる（2023年5月時点）。
| 丁目         | 番・番地等       | 小学校               | 中学校                 |
| ------------ | ---------------- | -------------------- | ---------------------- |
| 東大沼一丁目 | 1～16番 19〜20番 | 相模原市立大野小学校 | 相模原市立大野台中学校 |
| 東大沼一丁目 | 17〜18番         | 相模原市立若松小学校 | 相模原市立大野南中学校 |
| 東大沼二丁目 | 全域             | 相模原市立若松小学校 | 相模原市立大野南中学校 |
| 東大沼三丁目 | 全域             | 相模原市立若松小学校 | 相模原市立大野南中学校 |
| 東大沼四丁目 | 1～14番          | 相模原市立若松小学校 | 相模原市立麻溝台中学校 |
| 東大沼四丁目 | 15～24番         | 相模原市立双葉小学校 | 相模原市立麻溝台中学校 |

- 1丁目1～16番・19〜20番、4丁目1～14番は、指定変更許可区域。

## 事業所
2021年（令和3年）現在の経済センサス調査による事業所数と従業員数は以下の通りである。
| 丁目         | 事業所数  | 従業員数 |
| ------------ | --------- | -------- |
| 東大沼一丁目 | 8事業所   | 40人     |
| 東大沼二丁目 | 28事業所  | 93人     |
| 東大沼三丁目 | 44事業所  | 452人    |
| 東大沼四丁目 | 33事業所  | 101人    |
| 計           | 113事業所 | 686人    |

### 事業者数の変遷
経済センサスによる事業所数の推移。
| 年                 | 事業者数 |
| ------------------ | -------- |
| 2016年（平成28年） | 124      |
| 2021年（令和3年）  | 113      |

### 従業員数の変遷
経済センサスによる従業員数の推移。
| 年                 | 従業員数 |
| ------------------ | -------- |
| 2016年（平成28年） | 588      |
| 2021年（令和3年）  | 686      |

## 交通
- 国道16号
- 神奈川県道52号相模原町田線

## 施設
- 相模原市立大沼小学校
- 大沼神社 - かつてあった大沼という沼のほとりにあり、市杵島姫命（または弁財天）を祀る。
- 相模原市慰霊塔（旧・忠霊塔）

## その他

### 日本郵便
- 郵便番号 : 252-0333[3]（集配局 : 座間郵便局[15]）。